# Diumenge
|  | Per a altres significats, vegeu «Diumenge (pel·lícula)». |

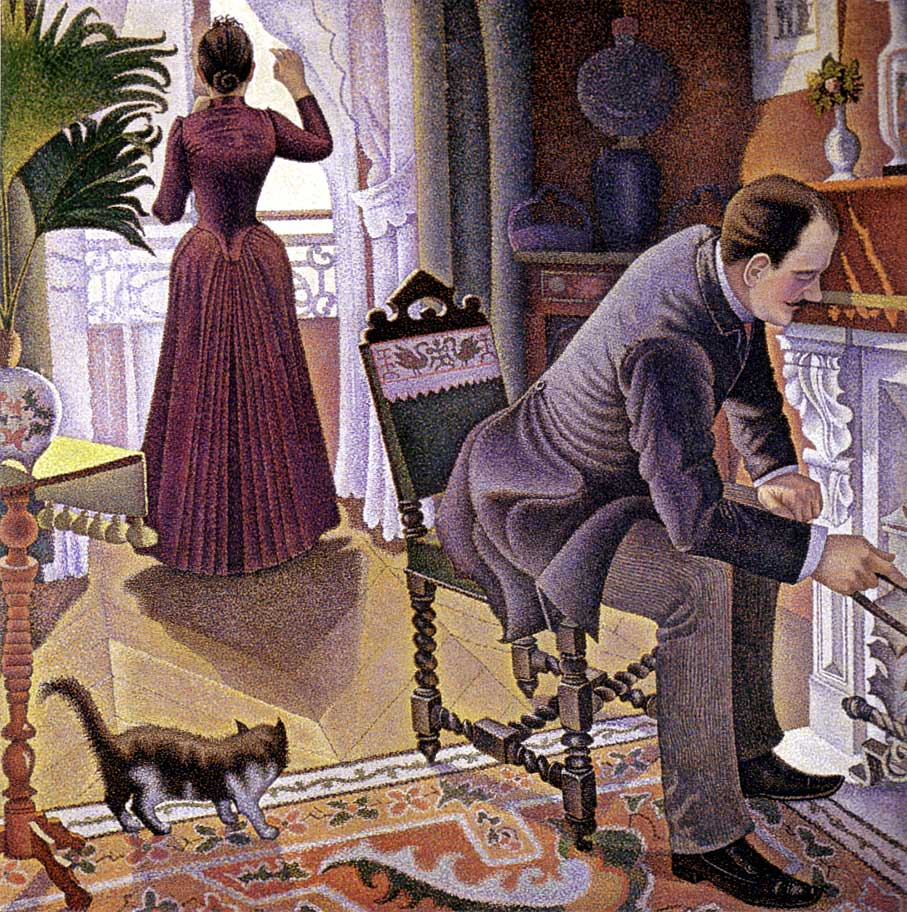
Diumenge per Paul Signac, 1890.

El diumenge és el setè dia de la setmana. És el setè i últim dia de la setmana, tret d'alguns països com els Estats Units, el Canadà, part de l'Amèrica Llatina, Portugal o el Brasil, on aquest és el dia d'inici de setmana. En català s'abreuja com «dg.». La norma internacional ISO 8601 considera que els diumenges tanquen la setmana amb el nombre 7.
El nom «diumenge» prové del llatí die dominicu, que va prendre un significat religiós amb Dominus dies o «dia del Senyor».
La pràctica cristiana de reunir-se per pregar el diumenge es remunta a l'època apostòlica i reemplaça el dissabte (sàbat), el dia observat pels jueus. El 337 dC, l'emperador Constantí va introduir la primera legislació civil que prohibia treballar en diumenge, amb l'objectiu de deixar lloc per a la pregària. Aquesta llei ha estat seguida posteriorment en molts països cristians i en la major part dels països occidentals fins a l'època actual, amb diverses restriccions per realitzar activitats en diumenge.

## Etimologia i origen
El nom de diumenge prové de dies dominica o dia del Senyor, perquè hi tingué lloc la resurrecció de Crist; ja a l’època apostòlica, era el dia de la reunió dels creients per celebrar la Paraula i per a la fracció del pa.
La setmana de set dies es remunta al Baix Imperi Romà, ja que abans del segle III en tenia vuit. Per tant, l’Església cristiana va passar a anomenar el diumenge dies Dominicus, que vol dir “el dia del Senyor” (en contraposició al Sàbat jueu). Per això, el diumenge català, el castellà domingo, el francès dimanche i l’italià domenica honoren el déu cristià. Amb aquest canvi, el diumenge s'establí com a darrer dia de la setmana romana i, per això, en els esmentats països, la setmana comença el dilluns. En canvi, les llengües germàniques mantingueren una tradició romana, d’influència hel·lenística, on el nom de cada dia de la setmana feia referència al planeta que regia les primeres hores de cadascun. Diumenge era el dies Solis llatí, és a dir, “el dia del Sol”. I encara ara es manté en l’anglès Sunday i en l’alemany Sonntag que signifiquen literalment “dia del Sol” i, per això, els comença la setmana en diumenge.

## Història

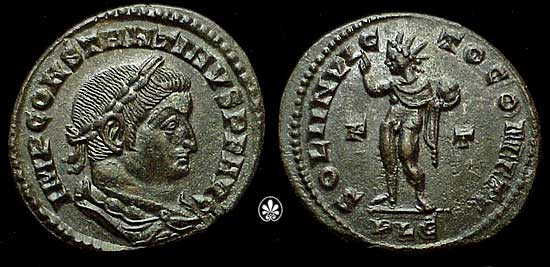
Moneda de Costanti I el Gran, amb una representació del Sol Invictus i la inscripció SOLI INVICTO COMITI, "al compagno (di Costantino), il Sole Invitto".

El diumenge s'inscriu en un cicle setmanal que, molt probablement, gràcies als seus coneixements astronòmics, van instaurar els sumeris i els babilonis. Els jueus i els cristians van acceptar un cicle setmanal format per sis dies de treball i un de descans i dedicat al culte diví, ja que, segons el llibre del Gènesi (1,1-2,4), Déu va crear el món en sis dies i “el dia setè va reposar de tota l’obra que havia fet”. Però hi hagué diferències entre jueus i cristians.
Pels hebreus, Déu va lliurar els Deu manaments a Moisès per al poble d’Israel i en el quart és prou explícit: “Recorda’t de consagrar-me el repòs del dissabte. Tens sis dies per a treballar i fer totes les feines que calgui, però el dia setè és el dia de repòs, dedicat al Senyor, el teu Déu. No facis cap treball ni tu, ni el teu fill, ni la teva filla, ni el teu esclau, ni la teva esclava, ni cap dels teus animals, ni l’immigrant que resideix a la teva ciutat. Perquè en sis dies el Senyor va fer el cel, la terra, el mar i tot el que s'hi mou, però el dia setè va reposar: per això el Senyor ha beneït el dissabte i l’ha consagrat” (Èxode 20,8-11).
Alguns cristians van voler fer que sàbat i diumenge cohabitessin, però per altres l’actitud va ser diferent, ja que “el Fill de l’home és senyor fins i tot del dissabte” (Marc 2,27-28). Era una abolició del precepte perquè l'Evangeli havia superat la Llei de Moisès. Així, ja en l’època primitiva els cristians no van considerar mai el dissabte com un element de la pràctica cristiana. De fet, els anomenats Pares de l’Església van insistir que el dissabte jueu havia estat abolit. Els cristians, en canvi, des de bon principi, van considerar com a propi la celebració del “dia del Senyor”, fonamentats en la fe en la resurrecció de Crist hi havia tingut lloc, tal com diuen els evangelis (Mateu 28,1-9; Marc 16,1-8; Lluc 24,1-12; Joan 20,1-25) i, com element central de la fe cristiana, calia celebrar l'eucaristia en memòria de Crist. Per tant, el diumenge és el dia de la resurrecció de Crist ("el dia del Senyor") així com el dia de Pentecosta.
Amb tot, això no volia dir -en contraposició a una idea moderna- que els cristians primitius deixessin de treballar, ja que fins i tot poden reunir-se els diumenges de bon matí, just abans d’iniciar una jornada de treball. Però, ben aviat, va aparèixer el desig que el diumenge també comportés l’aturada de la feina amb la fita de celebrar tranquil·lament i de forma solemne el dia del Senyor. Aquest desig es va acomplir amb el cèlebre decret de l’emperador Constantí de l’any 321. El primer decret del diumenge com a dia festiu i de repòs data del 7 de març de 321 quan l'emperador Constantí I el Gran el va convertir en el "Dia del Sol" com a homenatge al sol invicte. El decret diu així: 
| «                              | 3. [2.] - Omnes iudices urbanaeque plebes et cunctarum artium officia venerabili die solis quiescant. Ruri tamen positi agrorum culturae libere licenterque inserviant, quoniam frequenter evenit, ut non alio aptius die frumenta sulcis aut vineae scrobibus commendentur, ne occasione momenti pereat commoditas coelesti provisione concessa. | 3. [2.] “Que tots els jutges, els habitants de les ciutats i els artesans deixin de treballar el dia venerable del Sol. En canvi, que els pagesos es dediquin lliurement i sense impediment al conreu dels camps, perquè sovint passa que no poden deixar per a un altre dia la sembra dels cereals o la plantació de la vinya, i no està bé desaprofitar l’ocasió oferta per la mateixa Providència celestial”. | » |
| — Codex Iustinianus III, 12,2. | | |   |

Poc després, el 337 dC, l'emperador Constantí va introduir la primera legislació civil que prohibia treballar en diumenge, amb l'objectiu de deixar lloc per a la pregària. Amb aquests decrets, en Constantí va voler afavorir els cristians i els va permetre que comencessin a unir el repòs laboral a la celebració del diumenge. Poc a poc, els cristians van voler donar justificacions de caràcter religiós a una decisió política. Aquestes les van trobar en l'Antic Testament i acabaren aplicant al diumenge cristià les normes que la Llei de Moisès donava per al dissabte, de manera que es produeix una “sabatització” del dia del Senyor. Cesari d’Arle, al segle VI, va exhortar els cristians: “Reuniu-vos cada diumenge a l’església: en efecte, si els jueus celebren el dissabte amb tanta devoció que no practiquen cap obra terrena aquest dia, amb molta més raó els cristians han de consagrar el seu temps a Déu el dia del Senyor i aplegar-se a l’església per a la salvació de la seva ànima” (Sermó 13, 3).
Lentament, pel que fa al calendari cristià, la legislació eclesiàstica va obligar a no treballar en diumenge ni en les altres festes que s'anaven introduint en el calendari cristià. Amb tot no van faltar mai veus que van afirmar que és millor dedicar-se a algun tipus d’activitat abans que caure en l’ociositat o la disbauxa, com aquests consell que sant Benet va donar als seus monjos: “El diumenge, que es dediquin tots a la lectura, llevat d’aquells que estan posats en els diversos serveis. Si algú, però, fos tan negligent i peresós que no volgués o no pogués estudiar o llegir, que se li doni alguna feina a fer, perquè no estigui ociós” (Regla de sant Benet, XLVIII, 22-23). A més, era molt freqüent considerar el dia del Senyor no només com un dia festiu, en què s'havia de descansar i anar a l’església, sinó com l’ocasió adequada per a fires i mercats, per tant per als intercanvis socials i comercials.
Amb posterioritat i en la major part dels països occidentals va ser normal diverses restriccions per realitzar activitats en diumenge. Amb tot hi ha algunes confessions cristianes, com l'Església Adventista del Setè Dia, mantenen el dissabte com a festa setmanal principal. i durant la Revolució industrial es va intentar eliminar el diumenge com a dia de descans, fins i tot l'enciclopèdia francesa del segle xix va definir el diumenge com un dia que s'ha de treballar per contribuir a l'enriquiment de tots. L'Estat Espanyol, va regular oficialment el diumenge com a dia festiu el 1904, seguint el model alemany que ja ho havia regulat el 1891. França ho legislà el 1906. · .
A Anglaterra, el dissabte posseïa un significat especial i va donar lloc a la setmana anglesa, és a dir, a fer festa el dissabte a la tarda. Aquest costum es va estendre a altres països fins a la introducció dels weekends (‘caps de setmana’), o sigui, passaren a festius els dissabtes i diumenges, i més endavant va donar lloc a que ja passés el divendres al vespre.
En l’actualitat hi ha molts canvis. Per una banda, molts diumenges, són considerats legalment com a dies d’activitat comercial, de manera que els empleats del sector comercial no poden gaudir del descans dominical. Per altra banda, la idea del diumenge festiu s'ha transformat en un “descans setmanal”, fins i tot independent del dia de la setmana que es practiqui, ja que els treballadors tenen dret a gaudir d’un dia i mig ininterromput de descans cada setmana.

## Nom de diumenge en altres idiomes
Aquests són alguns dels noms que rep el diumenge en diferents idiomes:
| Idioma                                                             | Nom                                                                              | Significat |
| ------------------------------------------------------------------ | -------------------------------------------------------------------------------- | --- |
| Alemany Anglès Holandès Suec Japonès                               | Sonntag Sunday Zondag Söndag 日曜日 / Nichiyôbi                                  | Dia del Sol |
| Català Occità Castellà Francès Italià Portuguès Romanès Romanx Rus | Diumenge Dimenge Domingo Dimanche Domenica Domingo Duminică Dumengia Воскресенье | Dia del Senyor |
| Polonès Ucraïnès Belarús Croat Serbi Eslové Txec Búlgar            | Niedziela Недiля Нядзеля nedjelja Nedelja Neděle Неделя                          | Dia de no treballar |
| Basc                                                               | Igande / Domeka                                                                  | Igandea: El dia de la lluna plena. El nom, significa ”Igan Handi”, que seria el punt més crescut de la lluna plena Domeka: ”Dominicus dies”, ”dia del Senyor” |
| Hindi-Urdú                                                         | इतवार-اتوار/Itvār                                                                 | |